# 4587 Rees
A 4587 Rees (ideiglenes jelöléssel 3239 T-2) egy földközeli kisbolygó. Cornelis Johannes van Houten,  Ingrid van Houten-Groeneveld,  Tom Gehrels fedezte fel 1973. szeptember 30-án.